# 帝立王立国有鉄道
帝立王立国有鉄道 (ていりつおうりつこくゆうてつどう、ドイツ語:k.k. Staatsbahnen (kkStB))または帝立王立オーストリア国有鉄道（ていりつおうりつオーストリアこくゆうてつどう）は、オーストリア＝ハンガリー帝国のオーストリア側の国営鉄道であった。1918年に分割されて消滅した。

## 歴史

オーストリア＝ハンガリー帝国の鉄道地図（1918年）

帝立王立国有鉄道（k.k. Staatsbahnen）は、経済的な損傷をうけたオーストリアの私鉄会社を統合することにより設立された。これは1873年の経済危機の影響の1つであり、鉄道行政の再検討の意味もあった。1876年12月10日に商工省大臣は鉄道運営の赤字補填および補助金支給に関する法案を提案した。1877年12月14日に国家の鉄道会社買取に関する法案が通過して、オーストリアで2番目国有化の根拠法となった。1884年6月23日に国有鉄道の前身に当たる、商工省国有鉄道管理庁（Organisation der Staats-Eisenbahnverwaltung）の設置承認は省令により公表された。当時に地域管理局の所在地はウィーン・リンツ・インスブルック・フィラッハ・ブドヴァイス・ピルゼン・プラハ・クラーカウ・レンベルク・ボラ・スパラトであった。
1896年1月に帝国鉄道省（k.k. Eisenbahnministreium）は帝国商工省から分離・設置された。同年8月1日に帝国国有鉄道は鉄道省の新たな機関として法的に有効になった。ブドヴァイス・ボラ・スパラト管理局はトリエステ・オールミュツ・シュターニスラウ管理局に置き換えられた。
他のヨーロッパ諸国同様、1880年代に数多くのオーストリアの鉄道会社が統合され、1906年には皇帝フェルディナント北部鉄道も統合された。
国の新建設計画に沿って、帝立王立国有鉄道は路線網を拡大した。最も有名な例は、アルプス山脈を縦貫し、港町として栄えていたトリエステに2番目の鉄道を通す新アルプス鉄道の計画である。この計画は、ピュールン線、タウアーン線、カラヴァンケン線、ボヒニ線、ヴェクセル線より構成される。似たプロジェクトには1887から1889年に建設されたチェコ・モラヴァ連絡鉄道もある。
1891年には、路線網が7132 km（オーストリアハンガリー全国で28,066 km）、機関車1378両、客車3195両、貨車25,883両になっていた。この年には、乗客3190万人と1690万トンの貨物を輸送した。1918年の帝国崩壊時には、約19,000 kmの路線網を有していた。

### 前身となる鉄道会社
主要な買収鉄道会社の一覧:
- チェコ商業鉄道 (BCB)
- チェコ北部鉄道 (BNB)
- チェコ西部鉄道 (BWB)
- ボルツァノ・メラノ鉄道 (BMB)
- ブコヴィナ地方鉄道 (BLB)
- ドニエストル鉄道 (DB)
- ドゥフツォフ・ヂェチーン鉄道 (DBE)
- プルゼニ・ブルジェズノ・ホムトフ鉄道 (EPPK)
- 大公アルブレヒト鉄道 (EAB)
- ハルィチナ・カール・ルートヴィヒ鉄道 (CLB)
- 皇帝フェルディナント北部鉄道 (KFNB)
- 皇帝フランツヨーゼフ東部鉄道 (KFJOB)
- 皇帝フランツヨーゼフ鉄道 (KFJB)
- 皇后エリーザベト鉄道 (KEB)
- 皇太子ルドルフ鉄道 (KRB)
- クレムス谷鉄道 (KTB)
- モラヴァ・スレスコ中央鉄道 (MSCB)
- モラヴァ国境鉄道 (MGB)
- ミュールクライス鉄道
- ニーダーエスターライヒ南西鉄道 (NÖSWB)
- オーストリア地方鉄道 (ÖLEG)
- オーストリア北西部鉄道 (ÖNWB)
- プラハ・ドゥフツォフ鉄道 (PDE)
- 国有鉄道会社 (StEG)
- フォアアールベルク鉄道 (VB)

## 終焉
第一次世界大戦の終了後、帝立王立国有鉄道の路線は1918年11月12日にオーストリア、チェコスロヴァキア、ポーランド、イタリア、ルーマニア、およびスロベニア・クロアチア・セルビア（以上3国は後のユーゴスラヴィア）の各国の管轄に分割された。
- オーストリア: オーストリア国鉄 (ÖStB)、1923年7月19日以降はオーストリア連邦鉄道 (ÖBB)
- ポーランド: ポーランド国鉄 (PKP)
- チェコスロヴァキア: チェコスロヴァキア国鉄 (ČSD)
- ユーゴスラヴィア: ユーゴスラヴィア国鉄 (JDŽ)
- イタリア: イタリア国鉄 (FS)